# Томай (Леовский район)
Томай (рум. Tomai) — село в Леовском районе Молдавии. Относится к сёлам, не образующим коммуну.

## География
Село расположено на высоте 81 метров над уровнем моря.

## Население
По данным переписи населения 2004 года, в селе Томай проживает 3389 человек (1705 мужчин, 1684 женщины).
Этнический состав села:
| Национальность | Число жителей | Процентный состав |
| -------------- | ------------- | ----------------- |
| молдаване      | 3344          | 98.67             |
| румыны         | 22            | 0.65              |
| украинцы       | 6             | 0.18              |
| цыгане         | 6             | 0.18              |
| русские        | 5             | 0.15              |
| болгары        | 5             | 0.15              |
| прочие         | 1             | 0.03              |
| Всего          | 3389          | 100%              |